# Politikåret 1976

## Händelser

### Januari
- 7 januari
  - Iran kallar hem sina ambassadörer från Saudiarabien, Irak, Kuwait, Bahrain. Förenade arabemiraten, Qatar och Oman för att dessa använt begreppet "Arabiska viken" snarare än "Persiska viken".[1]
  - Italien drabbas av regeringskris då Italiens socialistiska parti förklarat sig ej vilja stödja Aldo Moros kristdemokratiska regering.[1]
- 9 januari - Odvar Nordli  ersätter Tryggve Bratteli som norsk statsminister.[1]
- 12 januari - Spaniens flagga halas för sista gången i Villa Cineros i Västsahara.[1]
- 24 januari - Spanien och USA sluter i Madrid avtal om ekonomisk och militär hjälp på motsvarande drygt fem miljarder SEK från USA till Spanien.[1]

### Februari
- 4 februari - Per Ahlmark medverkar för första gången som leedre för Folkpartiet vid den allmänpolitiska debatten i Sveriges riksdag.[1]
- 8 februari - Från Kina meddelas att Hua Kuo-Feng utnämnts till fungerande premiärminister efter avlidne Chou En-lai.[1]
- 12 februari - Kristdemokraten Aldo Moro bildar Italiens 37:e regering sedan 1945.[1]
- 18 februari - Sverige erkänner MPLA-regimen i Angola.[1]
- 24 februari - USA:s president Gerald Ford avslutar ett åtta dagar långt besök i Kina.[1]

### Mars
- 6 mars - Marocko avbryter diplomatin med Algeriet då Marocko menar att Algeriet hotar Marockos nationella enhet och territoriella integritet.[1]
- 10 mars – Med sagan om häxan Pomperipossa i Monismanien som får skatt på 102 procent angriper Astrid Lindgren det svenska skattesystemet och Pomperipossaskatt blir ett begrepp.
- 12 mars - Västtysklands förbundsråd godkänner de polsk-västtyska avtalen.[1]
- 14 mars - Egypten avbryter diplomatin med Sovjetunionen efter en tid av relationsproblem. Egypten menar att Sovjet inte uppfyllt avtalslöften, bland annat vapenleveranser.[1]
- 16 mars - Harold Wilson avgår som brittisk premiärminister.[1]
- 24 mars – En militärjunta i Argentina störtar president Isabel Perón och griper makten. General Jorge Videla utses till ny president.[1]
- 29 mars - Jugoslaviens president Josip Broz Tito besöker Sverige.[1]

### April
- 7 april – Kinas regeringschef Deng Xiaoping fråntas alla sina poster, anklagad för "högeravvikelser".
- 9 april - Sveriges statsminister Olof Palme avslutar sitt nio dagar långa besök i Sovjetunionen, men träffar inte Leonid Brezjnev.[1]
- 23 april - ISA:s utrikesminister Henry Kissinger inleder en 14 dagars rundresa i Afrika, och angriper Apartheidsystemet.[1]

### Maj
- 8 maj - Elias Sarkis väljs till ny president i Libanon efter Suleman Franjieh.[1]
- 13 maj – Pol Pot tillträder som premiärminister i Kambodja.
- 25 maj -Henry Kissinger besöker Stockholm

### Juni
- 24 juni – Nord- och Sydvietnam förenas i ett enat Vietnam med Hanoi som huvudstad.
- 28 juni – Seychellerna utropas till självständig republik.[1]

### Juli
- 1 juli - PCI:s Pietro Ingaro väljs till talman i Italiens parlament.[1]
- 4 juli - USA firar 200 år som självständig stat.[1]
- 7 juli - 43-årige Adolfo Suarez Gonzales blir ny premiärminister i Spanien.[1]
- 12 juli - EG:s statschefer möts i Bryssel och enas om att upprätta Europaparlamentet.[1]
- 14 juli - Spaniens parlament ändrar strafflagen, och möjliggör ökad politisk aktivitet.[1]
- 23 juli - Socialistledaren Mario Soares bildar Portugals första parlamentariska regering på 50 år.[1]
- 28 juli - Storbritannien avbryter diplomatin med Uganda då Uganda anklagas för att ha hindrat den brittiska beskickningen i Kampala.[1]
- 30 juli - I Italien bildar kristdemokraten Guilio Andreotti Italiens 30:e regering sedan 1945. 49-åriga arbetsministern Tina Anselmi blir Italiens första kvinnliga regeringsmedlem.[1]

### Augusti
- 1 augusti – Trinidad och Tobago blir republik.
- 4 augusti - Spanien inleder amnestiprocessen för politiska fångar.[1]
- 5 augusti - Finlands president Urho Kekkonnen avslutar sitt besök USA efter att bland annat ha träffat president Gerald Ford.[1]
- 6 augusti - John Stonehouse döms av en domstol i London till sju års fängelese, skyldig för att ha stulit pengar från egna affärsföretag och gömt dem på bankkonton under falskt namn i Australien.[1]
- 10 augusti - Portugals tidigare president Antonio de Spinola återvänter till Portugal efter exil i Brasilien, dit han flytt efter ett kuppförsök i mars föregående år.[1]
- 25 augusti - 52-årige Raymond Barre blir ny fransk premiärminister efter Jacques Chirac.[1]

### September
- 2 september - 71-årige industrispecialisten Nikolaj Tichonov utses till ena vice premiärministern i Sovjetunionen.[1]
- 17 september - Finlands regering under Martti Mietunen avgår efter oenighet i budgetfrågan.[1]
- 23 september - 52-årige Elias Sarkis tillträder som president i Syrien.[1]
- 26 september - Indonesien toppar Amnesty Internationals lista över vilket land som har flest politiska fångar. Nästan 100 000 av dem har suttit inlåsta i elva år.[1]
- 29 september - Finlands president Urho Kekkonnen utnämner en minoritetsregering baserad på Centern, Liberala folkpartiet och Svenska folkpartiet.[1]

### Oktober
- 7 oktober – Sveriges riksdag väljer Thorbjörn Fälldin (C) till Sveriges nye statsminister. Därmed bryts det socialdemokratiska innehav av statsministerämbetet som rått i Sverige sedan 1936.[1]
- 29 oktober – Erich Honecker väljs till ny statschef i Östtyskland.[1]

### November
- 7 november – SIFO-undersökningar visar att inga påtagliga förändringar visats i den svenska väljaropinionen.[1]

### December
- 1 december – José Lopez Portillo tillträder som president i Mexiko.[1]
- 3 december – 59-årige Cyrus Vance utses till Jimmy Carters utrikesminister i USA, med tillträde 20 januari 1977.[1]
- 5 december
  - Gaullistpartiet ombildas i Paris.[1]
  - Mogens Glistrups Fremskridtspartiet tappar väljarstöet visar opinionsundersökning i Danmark, med 15,9 % mot 21,3 % under föregående månad.[1]
- 12 december – CDU-CSU enas på ett möte i Bonn om att återskapa sin gemensamma partigrupp.[1]
- 30 december – Spanske kommunistpartiledaren Santiago Carrilo friges mot borgen, efter att ha suttit häktad på Carabanchelfängelset i Madrid i en veckas tid för att ha vistats illegalt i Spanien.[1]

## Val och folkomröstningar
- 12 april – Jordanien går till parlamentsval, som innebär seger för radikaler.[1]
- 25 april – Portugal går till sina första fria parlamentsval på 50 år. Valutgången blir dock oklart.[1]
- 20 juni – Italien går till parlamentsval, där kristdemokraterna behåller försprånget.[1]
- 27 juni - Antolio Ramalho Eanes vinner presidentvalet i Portugal.[1]
- 19 september – Borgerlig seger i riksdagsvalet i Sverige. Vid kommunal- och landstingsvalen röstar för första gången invandrare, på villkoret att de varit bokförda i Sverige i knappt tre år, vilket innebär första gången i världen som utländska medborgare röstar i ett invandrarland. En annan nyhet detta år är att rösträttsåldern sänkts till 18 år.[1]
- 3 oktober – Västtyskland går till Förbundsdagsval. Koalitionen SPD-FDP sitter kvar.[1]
- 2 november – Demokraternas Jimmy Carter vinner presidentvalet i USA.[1]
- 5 december – Japan går till parlamentsval, som innebär framgång för mittenpartierna.[1]

## Organisationshändelser
- 5 mars - Leonid Brezjnev väljs om som statssekreterare för Sovjetunionens kommunistiska parti.[1]
- 14 mars - Ett internationellt socialistmöte avslutas i Porto.[1]
- 5 april - James Callaghan väljs till ny brittisk Labourledare.[1]
- 7 juli - 38-årige David Steel väljs till ny ledare för Storbritanniens liberala parti.[1]
- 8 juli – Europeiska folkpartiet bildas.
- 14 juli - Jimmy Carter utses i New York till Demokratiska partiets kandidat inför presidentvalet i USA.[1]
- 19 augusti - Gerald Ford besegrar Ronald Reagan med röstsiffrorna 1187-1070 vid Republikanska partiets konvent i Kansas City inför presidentvalet i USA.[1]
- 9 oktober - 56-årige Hua Kuo-feng väljs till ny ordförande för Kinas kommunistiska parti.[1]
- 21 november – Kommunistisk Arbejderparti bildas i Danmark.
- 22 november – Israel inträder i UNESCo.[1]
- 23 december – Takeo Fukuda väljs ny ny ordförande för Japans liberaldemokratiska parti.[1]
- 28 november – Willy Brandt väljs till ordförande för Socialistinternationalen.[1]
- 8 december – 34-årige advokaten Felipe Gonzales väljs till generalsekreterare för Spanska socialistiska arbetarpartiet, då partiet håller kongress inuti Spanien för första gången sedan 1932.[1]

## Födda
- 29 januari – Antonio Milošoski, Makedoniens utrikesminister 2006–2011.
- 1 februari – Katrín Jakobsdóttir, Islands utbildningsminister sedan 2009.
- 6 juni – Ola Borten Moe, Norges olje- och energiminister sedan 2011.
- 13 december – Paavo Arhinmäki, Finlands kultur- och idrottsminister sedan 2011.

## Avlidna
- 8 januari – Chou En-lai, Kinas premiärminister.[1]
- 13 februari – Murtala Rufaye, Nigerias president (mördad).[1]
- 31 mars – Sven Wedén, svensk politiker, Folkpartiets ledare 1967-1969.[1]
- 3 juni – Viggo Kampmann, Danmarks statsminister 1960–1962.
- 7 juli – Gustav Heinemann, Tysklands förbundspresident 1969–1974.
- 28 juli – Karin Koch, svensk politiker, Sveriges första kvinnliga statsråd.[1]
- 22 augusti – Juscelino Kubitschek, Brasiliens president 1956–1961.
- 17 september – Gunnar Lange, svensk politiker.[1]
- 4 oktober – Juan Maria de Arluce Villar, spansk parlamentsledamot (mördad).[1]
- 9 september – Mao Zedong, Kinas kommunistpartiordförande, Kinas förste president 1954–1959.[1]
- 6 december – João Goulart, Brasiliens president 1961–1964.

### Fotnoter
1. 1 2 3 4 5 6 7 8 9 10 11 12 13 14 15 16 17 18 19 20 21 22 23 24 25 26 27 28 29 30 31 32 33 34 35 36 37 38 39 40 41 42 43 44 45 46 47 48 49 50 51 52 53 54 55 56 57 58 59 60 61 62 63 64 65 66 67 68 69 70 71 72 73   Horisont 1976. Bertmarks